# TSG Entertainment
TSG Entertainment är ett amerikanskt filmproduktionsbolag som grundades 2012 och är beläget i Las Vegas, Nevada.

## Filmer
- A Good Day to Die Hard (2013)
- Trance (2013)
- The Internship (2013)
- The Heat (2013)
- The Wolverine (2013)
- Percy Jackson och monsterhavet (2013)
- The Counselor (2013)
- Boktjuven (2013)
- The Secret Life of Walter Mitty (2013)
- Devil's Due (2014)
- The Grand Budapest Hotel (2014)
- X-Men: Days of Future Past (2014)
- Förr eller senare exploderar jag (2014)
- Apornas planet: Uppgörelsen (2014)
- Birdman (2014)
- The Drop (2014)
- The Maze Runner (2014)
- Gone Girl (2014)
- Kingsman: The Secret Service (2014)
- Taken 3 (2014)
- Natt på museet: Gravkammarens hemlighet (2014)
- Poltergeist (2015)
- Fantastic Four (2015)
- Hitman: Agent 47 (2015)
- Maze Runner: The Scorch Trials (2015)
- The Martian (2015)
- Spionernas bro (2015)
- Victor Frankenstein (2015)
- Alvin och gänget: Gasen i botten (2015)
- Joy (2015)
- Deadpool (2016)
- X-Men: Apocalypse (2016)
- Independence Day: Återkomsten (2016)
- Mike and Dave Need Wedding Dates (2016)
- Logan – The Wolverine (2017)
- Alien: Covenant (2017)
- Apornas planet: Striden (2017)
- Kingsman: The Golden Circle (2017)
- The Greatest Showman (2017)
- The Predator (2018)
- X-Men: Dark Phoenix (2019)
- Ad Astra (2019)
- Jojo Rabbit (2019)
- Terminator: Dark Fate (2019)
- Le Mans '66 (2019)
- The Call of the Wild – Skriet från vildmarken (2020)
- The New Mutants (2020)
- Free Guy (2021)
- West Side Story (2021)
- Avatar: The Way of Water (2022)